# Helen Reef
Helen Reef (Tobiaans: Hotsarihie) is een atol in het uiterste zuiden van Palau. Het atol maakt deel uit van de staat Hatohobei, die op zijn beurt samen met Sonsorol de Zuidwesteilanden vormt.
Helen Reef telt slechts één bij vloed droog blijvend eiland, het naamgevende Helen, dat in het noorden van het atol ligt en een oppervlakte van slechts 3 hectare heeft. Op het eiland verblijven drie wachters in een opzichtershuis, waardoor Helen tot Palaus bewoonde eilanden wordt gerekend.

## Geschiedenis
Toen de Britse kapitein Philipp Carteret in 1767 met de HMS Swallow van Nieuw-Guinea naar Manilla voer, ontdekte hij de Zuidwesteilanden, waaronder — op 8 september — Helen Reef.

## Geografie

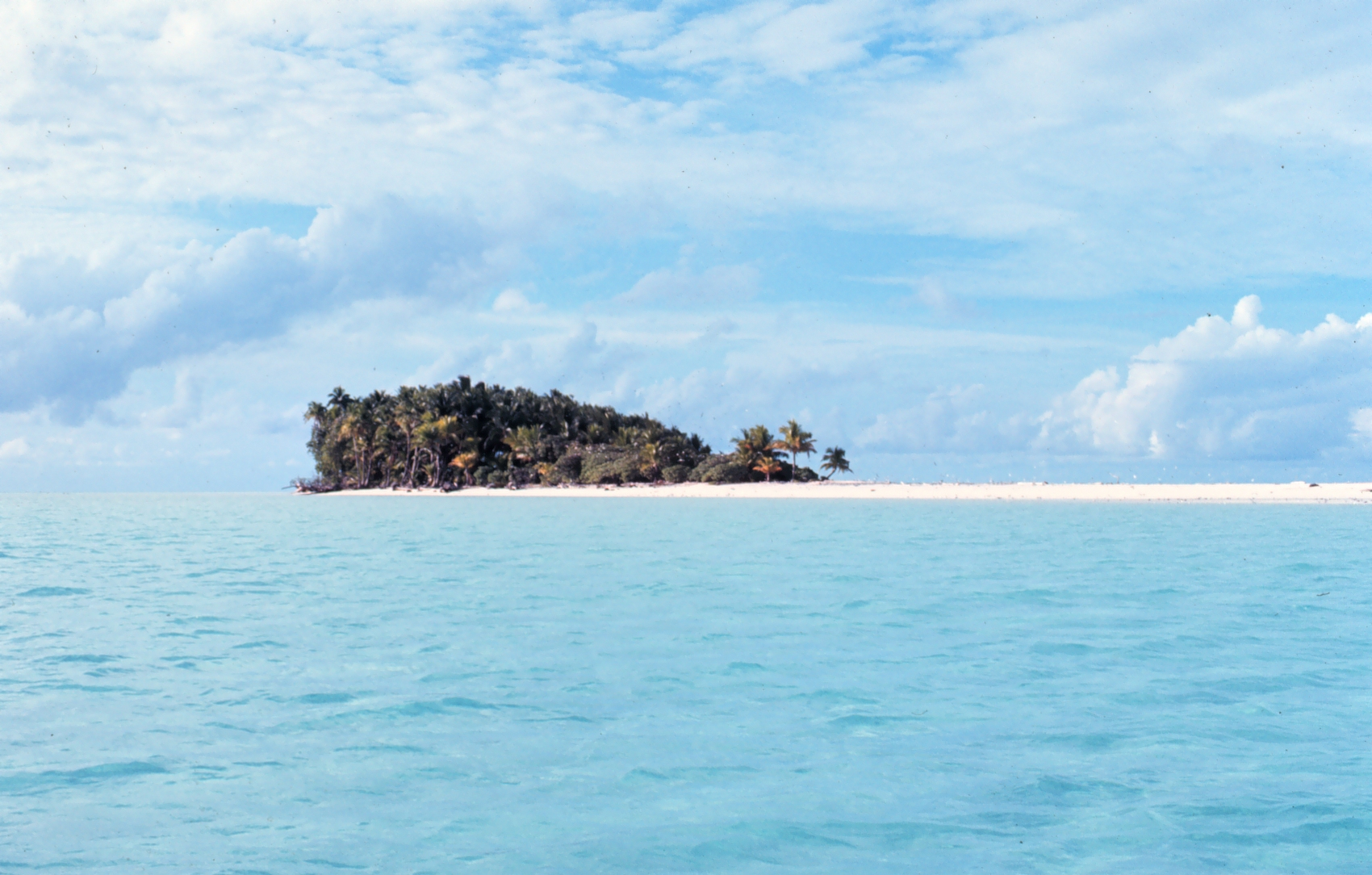
Helen

Helen Reef ligt 75 kilometer oostelijk van Hatohobei, het hoofdeiland van de gelijknamige staat. Het eilandje Helen ligt net iets zuidelijker dan Hatohobei, waardoor het het zuidelijkste landoppervlak van Palau is. Het atol meet circa 25 bij 10 kilometer, en omsluit een lagune met een oppervlakte van 103 vierkante kilometer. De lagune en het vlakke rif beslaan gezamenlijk 163 vierkante kilometer.
Ruwweg in het midden van de westzijde van het atol is er een opening in het rif, waardoor vaartuigen de lagune kunnen bereiken. Net zuidelijk van dat kanaal ligt Round Rock, een rots die boven het water uitsteekt.
Wanneer het eb wordt vloeit het water in alle richtingen uit de lagune en over het rif, totdat dat bloot komt te liggen. Bij vloed gebeurt het omgekeerde. Slechts kleine delen van het atol drogen volledig op.